# Zielona Góra
Zielona Góra ([ʑe'lɔna,gura]ⓘ; en alemán: Grünberg; en yidis: Grinberg‎; literalmente «Monteverde») es una ciudad del oeste de Polonia, cerca de la frontera alemana. Perteneciente al voivodato de Lubusz, tenía una población de 118 730 habitantes en el año 2004.

## Historia

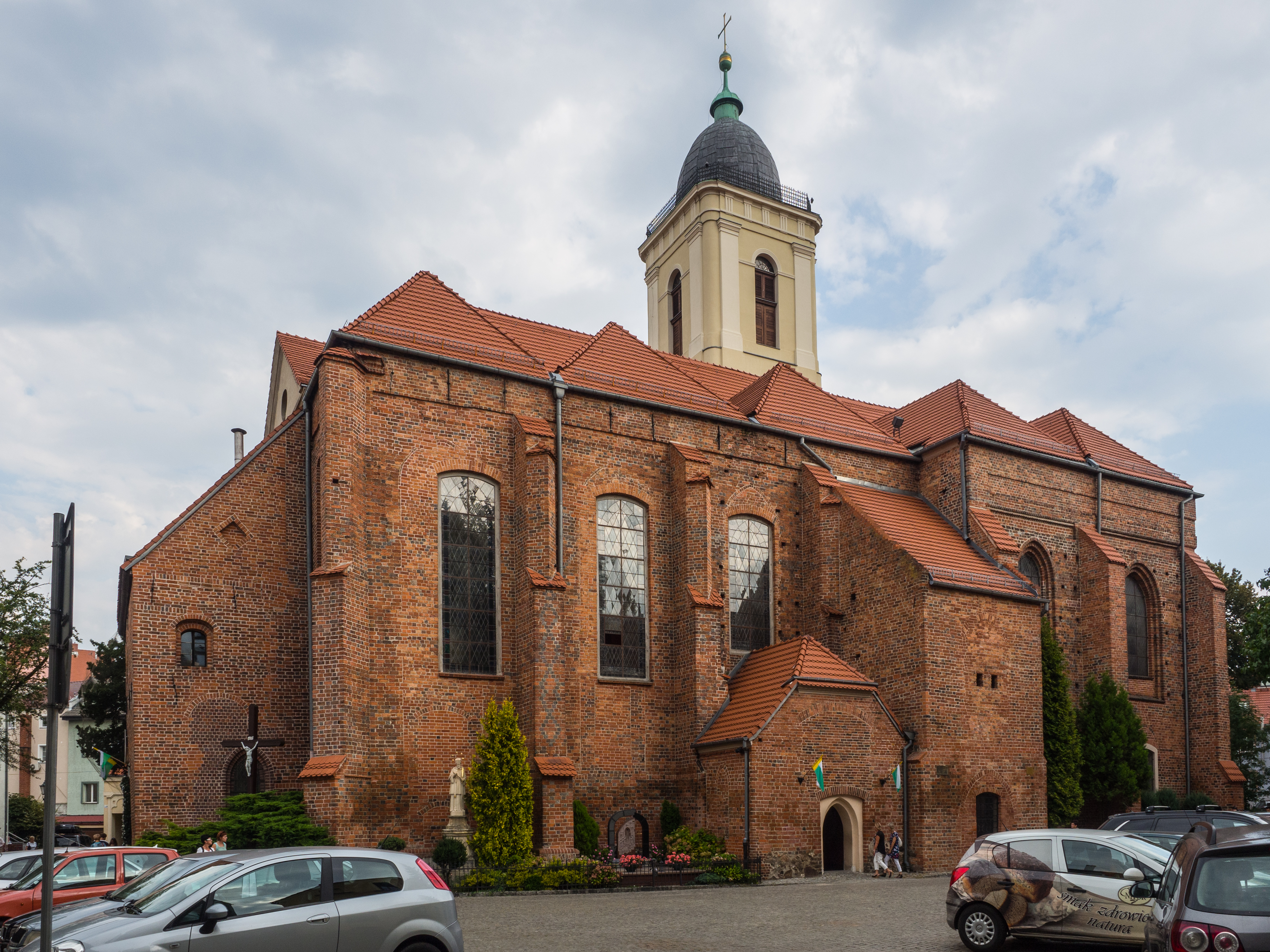
Concatedral de santa Jadwiga del

La región se convirtió en parte del nuevo estado polaco emergente en el siglo X y luego durante el reinado del primer gobernante polaco histórico Miecislao I, se estableció un asentamiento aquí. Mencionado en las crónicas medievales en 1222 durante el reinado de Enrique I el Barbudo, recibió el estatus de ciudad en 1323. Como resultado de la fragmentación de Polonia, formó parte de varios principados polacos Silesia, Legnica y Glogovia, permaneciendo bajo el dominio de los príncipes polacos de la dinastía de los Piastas y Jagellón, incluidos los futuros reyes Juan I Alberto de Polonia y Segismundo I Jagellón el Viejo, hasta 1506. La ciudad floreció durante el reinado de Segismundo I Jagellón, que otorgó el privilegio de permitir la venta de telas locales en toda Polonia. Otra rama importante de la economía local fue la producción de vino.
En 1506, la ciudad fue incorporada al Reino de Bohemia, aunque en las décadas siguientes Segismundo I Jagellón el Viejo y la Reina Bona Sforza de Milán intentaron recuperarla. En 1742 la ciudad fue anexada por el Reino de Prusia con el nombre de Grünberg. Los polacos locales fueron objeto de discriminación y germanización. Desde 1871 en la parte de Alemania, pertenecía a la provincia de Baja Silesia. Después de que Polonia recuperó la independencia después de la Primera Guerra Mundial, la ciudad siguió siendo parte de Alemania. En 1923, se estableció en la ciudad una sucursal de la Unión de Polacos en Alemania. En 1932 los alemanes prohibieron a los polacos crear una escuela polaca, a pesar de los preparativos que ya habían comenzado. En 1935, la Gestapo asesinó a Kazimierz Lisowski, fundador y presidente de la Sociedad local de artesanos polacos, fundada en 1898.

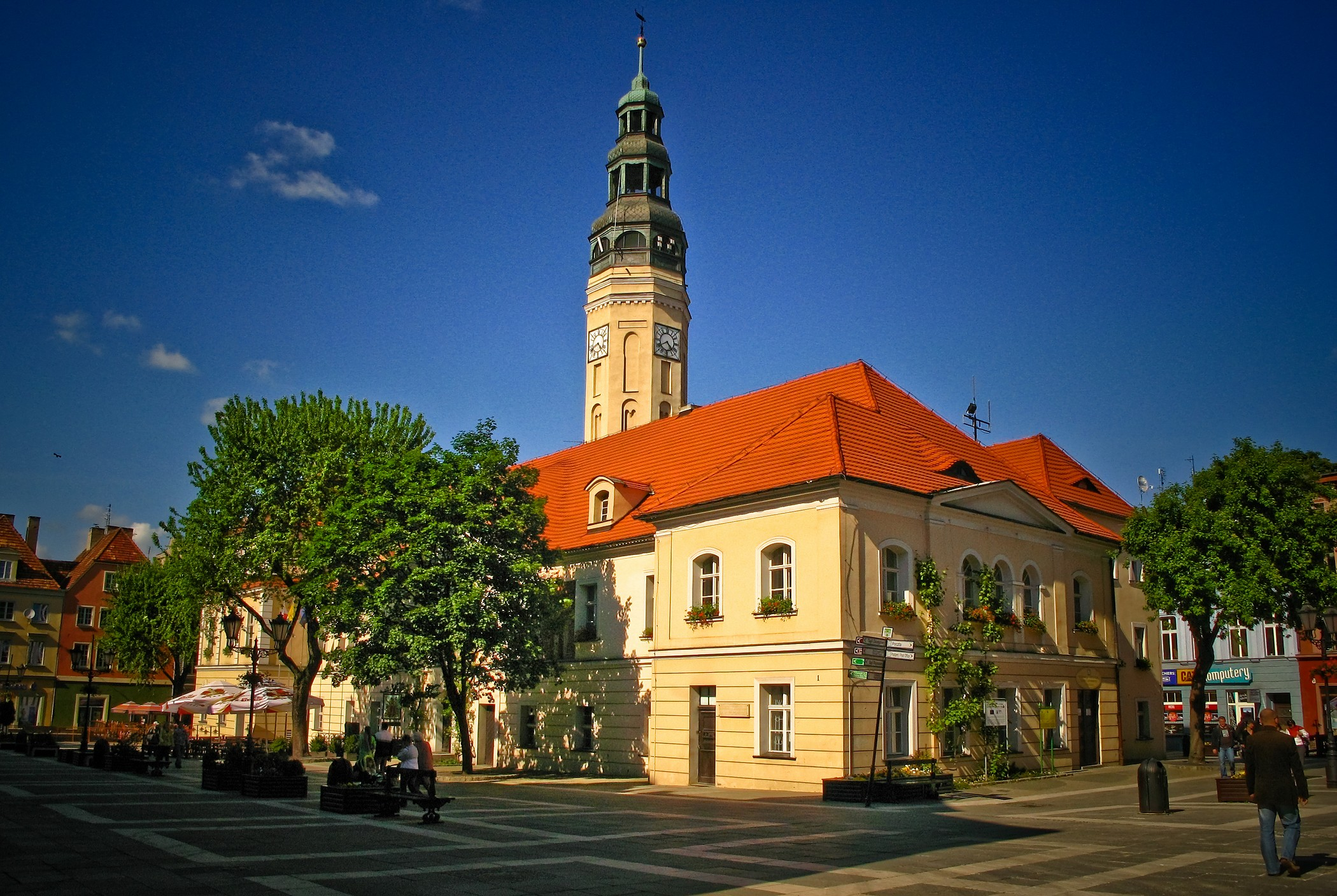
Cámara Municipal de Zielona Góra

Durante la Segunda Guerra Mundial, los alemanes establecieron tres subcampos del campo de concentración de Gross-Rosen en la ciudad, once campos de trabajos forzados y cuatro campos de prisioneros de guerra para franceses, italianos y soviéticos del campo de prisioneros de guerra en Żagań. Fruto de la conferencia de Potsdam y la imposición de la línea Óder-Neisse, los habitantes alemanes fueron expulsados y la ciudad fue repoblada con polacos procedentes de otros lugares, incluidos desplazados de la antigua Polonia oriental anexada por la Unión Soviética. La ciudad regresó a Polonia, y el primer alcalde de la ciudad de la posguerra fue Tomasz Sobkowiak, prisionero del campo de concentración de Auschwitz durante la ocupación alemana de Polonia, recordado como un administrador eficiente, amable con los alemanes. La ciudad fue llamado temporalmente "Zielonogóra" en 1945, recuperó su nombre histórico polaco Zielona Góra en 1946.
Fue capital del voivodato de Zielona Góra entre 1975 y 1998. Desde 1999 forma parte del voivodato de Lubusz.

## Clima
| Parámetros climáticos promedio de Zielona Góra (1991-2020) | Parámetros climáticos promedio de Zielona Góra (1991-2020) | Parámetros climáticos promedio de Zielona Góra (1991-2020) | Parámetros climáticos promedio de Zielona Góra (1991-2020) | Parámetros climáticos promedio de Zielona Góra (1991-2020) | Parámetros climáticos promedio de Zielona Góra (1991-2020) | Parámetros climáticos promedio de Zielona Góra (1991-2020) | Parámetros climáticos promedio de Zielona Góra (1991-2020) | Parámetros climáticos promedio de Zielona Góra (1991-2020) | Parámetros climáticos promedio de Zielona Góra (1991-2020) | Parámetros climáticos promedio de Zielona Góra (1991-2020) | Parámetros climáticos promedio de Zielona Góra (1991-2020) | Parámetros climáticos promedio de Zielona Góra (1991-2020) | Parámetros climáticos promedio de Zielona Góra (1991-2020) |
| Mes                                                        | Ene.                                                       | Feb.                                                       | Mar.                                                       | Abr.                                                       | May.                                                       | Jun.                                                       | Jul.                                                       | Ago.                                                       | Sep.                                                       | Oct.                                                       | Nov.                                                       | Dic.                                                       | Anual                                                      |
| ---------------------------------------------------------- | ---------------------------------------------------------- | ---------------------------------------------------------- | ---------------------------------------------------------- | ---------------------------------------------------------- | ---------------------------------------------------------- | ---------------------------------------------------------- | ---------------------------------------------------------- | ---------------------------------------------------------- | ---------------------------------------------------------- | ---------------------------------------------------------- | ---------------------------------------------------------- | ---------------------------------------------------------- | ---------------------------------------------------------- |
| Temp. máx. abs. (°C)                                       | 15.1                                                       | 20.4                                                       | 24.2                                                       | 30.4                                                       | 31.2                                                       | 36.9                                                       | 36.6                                                       | 36.8                                                       | 32.7                                                       | 27.6                                                       | 19.8                                                       | 15.4                                                       | 36.9                                                       |
| Temp. máx. media (°C)                                      | 1.5                                                        | 3.1                                                        | 7.6                                                        | 12.7                                                       | 18.7                                                       | 21.1                                                       | 23.1                                                       | 23.0                                                       | 18.0                                                       | 12.6                                                       | 6.0                                                        | 2.8                                                        | 12.5                                                       |
| Temp. media (°C)                                           | -0.9                                                       | 0.1                                                        | 3.6                                                        | 7.9                                                        | 13.4                                                       | 16.1                                                       | 18.1                                                       | 18.0                                                       | 13.6                                                       | 8.8                                                        | 3.4                                                        | 0.5                                                        | 8.6                                                        |
| Temp. mín. media (°C)                                      | -3.2                                                       | -2.6                                                       | 0.3                                                        | 3.8                                                        | 8.7                                                        | 11.8                                                       | 13.8                                                       | 13.6                                                       | 9.9                                                        | 5.7                                                        | 1.1                                                        | -1.7                                                       | 5.1                                                        |
| Temp. mín. abs. (°C)                                       | -23.1                                                      | -29.5                                                      | -17.2                                                      | -5.9                                                       | -3.4                                                       | 2.2                                                        | 6.9                                                        | 4.5                                                        | 1.1                                                        | -5.8                                                       | -12.4                                                      | -20.1                                                      | -29.5                                                      |
| Precipitación total (mm)                                   | 44.2                                                       | 35.6                                                       | 45.2                                                       | 30.6                                                       | 52.7                                                       | 55.7                                                       | 90.1                                                       | 65.2                                                       | 48.3                                                       | 40.9                                                       | 40.5                                                       | 39.7                                                       | 588.7                                                      |
| Nevadas (cm)                                               | 115.7                                                      | 101.5                                                      | 46.2                                                       | 5.2                                                        | 0                                                          | 0                                                          | 0                                                          | 0                                                          | 0                                                          | 0.6                                                        | 13.4                                                       | 63.6                                                       | 346.2                                                      |
| Días de lluvias (≥ 1 mm)                                   | 10.2                                                       | 8.6                                                        | 9.5                                                        | 6.2                                                        | 8.4                                                        | 8.8                                                        | 10.1                                                       | 8.2                                                        | 7.8                                                        | 8.1                                                        | 8.1                                                        | 9.6                                                        | 103.6                                                      |
| Días de nevadas (≥ 1 mm)                                   | 14.1                                                       | 11.7                                                       | 5.4                                                        | 0.7                                                        | 0                                                          | 0                                                          | 0                                                          | 0                                                          | 0                                                          | 0.2                                                        | 2.7                                                        | 8.4                                                        | 43.2                                                       |
| Horas de sol                                               | 51.7                                                       | 73.9                                                       | 121.8                                                      | 189.9                                                      | 225.1                                                      | 224.1                                                      | 239.2                                                      | 229.0                                                      | 159.5                                                      | 111.6                                                      | 56.6                                                       | 42.1                                                       | 1724.5                                                     |
| Humedad relativa (%)                                       | 87.7                                                       | 83.1                                                       | 76.3                                                       | 65.7                                                       | 66.5                                                       | 67.1                                                       | 67.3                                                       | 68.3                                                       | 76.3                                                       | 83.2                                                       | 89.2                                                       | 89.4                                                       | 76.7                                                       |
| Fuente: meteomodel.pl                                      |                                                            |                                                            |                                                            |                                                            |                                                            |                                                            |                                                            |                                                            |                                                            |                                                            |                                                            |                                                            |                                                            |

## Educación
Hay una Universidad de Zielona Góra en la ciudad.

## Deporte
Los clubes deportivos más populares de Zielona Góra son:
- Falubaz Zielona Góra, uno de los clubes de speedway polacos más exitosos, apareciendo en la Speedway Ekstraliga (la liga de speedway más poderosa del mundo), siete veces campeón de Polonia, la última vez en 2013
- Stelmet Zielona Góra, que juega en la liga polaca de baloncesto, cinco veces campeón de Polonia, la última vez en 2020
- Lechia Zielona Góra, club de fútbol, jugando en las ligas inferiores

## Ciudades hermanadas
- Nitra (Eslovaquia)
- Troyes (Francia)
- Verden (Alemania)
- Cottbus (Alemania)
- Helmond (Holanda)
- L'Aquila (Italia)